# جون ستون ستون
جون ستون ستون (بالإنجليزية: John Stone Stone)‏ هو مهندس ومخترِع أمريكي، ولد في 24 سبتمبر 1869 في فرجينيا في الولايات المتحدة، وتوفي في 20 مايو 1943 في سان دييغو في الولايات المتحدة.